# مک ری ادواردز
مک ری ادواردز (انگلیسی: Mack Ray Edwards) زاده ۱۷ اکتبر ۱۹۱۸ و مرگ به تاریخ ۳۰ اکتبر ۱۹۷۱م، در سن ۵۳ سالگی در اثر خودکشی در زندان ایالتی سان کوئنتین، یک مهندس نظامی آمریکایی بود که به جرم آزار جنسی و قتل حداقل ۶ کودک، در ۶ مارس ۱۹۷۰م، دستگیر و بعد از محاکمه به اعدام در اتاق گاز محکوم شد. اما پیش از اجرای حکم که در تاریخ در ۵ ژوئن ۱۹۷۱م. مقرر شده بود، ولی به تعویق افتاده بود، خود را حلق آویز کرد و به زندگی خود خاتمه داد.

## پیشینه
مک ری ادواردز در سال ۱۹۱۸م، در شهرستان مونتگومری، آرکانزاس به دنیا آمد. سپس در سال ۱۹۴۱م، به شهرستان لس آنجلس، کالیفرنیا نقل مکان کرد. پس از اتمام تحصیل در سال ۱۹۴۲م، به سپاه مهندسی ارتش ایالات متحده ملحق شد و در رشته کاربرد تجهیزات سنگین آموزش تخصصی دید. بین سالهای ۱۹۵۰ تا ۱۹۵۷م، وی در مأموریت ارتش به شهرهای مختلف آمریکا در کالیفرنیا سفر کرد. 
در دهه ۱۹۵۰م، به عضویت اتحادیه بین‌المللی مهندسین عملیات درآمد. طی سالهای دو دهه ۱۹۵۰ و ۱۹۶۰م، وی به عنوان مجری عملیات تجهیزات سنگین در خدمت اداره کل حمل و نقل ایالت کالیفرنا بود و در برنامه‌های جاده کشی و احداث آزاد راه فعالیت داشت. 
مک ری ادواردز که در سال ۱۹۴۶م، که با زنی به نام «مری هاول» ازدواج کرده بود، دردهه ۱۹۶۰م، به همراه همسر و دو فرزند خوانده خود به لس آنجلس نقل مکان کرده و مقیم آن شهر شد.

### سابقه جنایی
در سال ۱۹۷۰م، ادواردز به همراه همدستش که یک پسر بچه ۱۵ ساله بود، ۳ خواهر که از همسایگان سابق وی بودند را از خانه آنها ربود. وی این دختران را که بین ۱۲ تا ۱۴ سال سن داشتند مجبور کرد که در یادداشتی به پدر و مادر خود بنویسند که به میل خود از خانه گریخته‌اند. اما طی این ماجرا ۲ تن از دختران موفق شدند از دام آدم ربایان بگریزند.
در این وضعیت، مک ری ادواردز که می‌دانست که این دو دختر قادر به شناسایی وی هستند، در ۶ مارس ۱۹۷۰م، خود را به پلیس لس آنجلس معرفی کرد و اعتراف کرد که قصد آزار این ۳ دختر را داشته‌است. اما در بازجویی‌های بعدی مشخص شد که او قبلاً بین سالهای ۱۹۵۳ و ۱۹۵۶م، ۳ کودک دیگر را بعد از آزار جنسی به قتل رسانده‌است. در اعترافات بعدی  کشف شد که وی حداقل ۶ کودک را به قتل رسانده‌است. در این اعترافات وی مدعی شد که انگیزه اصلی وی در همه این جنایات، تمایلات شدید جنسی بوده‌است.
پس از دستگیری زمانی که  در انتظار محاکمه بود،  ۲ بار ابتدا با بردین شکم و بار دیگر با سوءاستفاده از داروی آرامبخش، اقدام به خودکشی کرد. نهایتاً در دادگاه عالی به اعدام در اتاق گاز محکوم شد، اما پیش از اجرای حکم، که ابتدا برای ۵ ژوئن ۱۹۷۱م. مقرر شده بود اما از جمله به دلیل اقدام به خودکشی به تعویق افتاده بود، در روز ۳۰ اکتبر ۱۹۷۱م، مک ری ادواردز خود را در زندان ایالتی سان کوئنتین حلق آویز کرد و به زندگی خود خاتمه داد.